# Mesokómi (ort i Grekland, Mellersta Makedonien)
Mesokómi (Mesokomi) är en ort i Grekland.   Den ligger i prefekturen Nomós Serrón och regionen Mellersta Makedonien, i den nordöstra delen av landet, 300 km norr om huvudstaden Aten. Mesokómi ligger 29 meter över havet och antalet invånare är 108.
Terrängen runt Mesokómi är platt åt sydväst, men åt nordost är den kuperad.Runt Mesokómi är det ganska glesbefolkat, med 30 invånare per kvadratkilometer. Närmaste större samhälle är Serrai, 12,0 km nordväst om Mesokómi. Trakten runt Mesokómi består till största delen av jordbruksmark.